# Mbita Point
Mbita Point är huvudort i distriktet Suba i provinsen Nyanza i Kenya. Staden ligger vid Victoriasjöns strand. Centralorten hade 10 753 invånare vid folkräkningen 2009, med totalt 62 974 invånare inom hela stadsgränsen.